# Павия-ди-Удине
Павия-ди-Удине (итал. Pavia di Udine) —  коммуна в Италии, располагается в регионе Фриули-Венеция-Джулия, в провинции Удине.
Население составляет 5772 человека (2008 г.), плотность населения составляет 162 чел./км². Занимает площадь 35 км². Почтовый индекс — 33050. Телефонный код — 0432.
Покровителем коммуны почитается святой Ульрих Аугсбургский, празднование 4 июля.

## Демография
Динамика населения:

## Администрация коммуны
- Официальный сайт: http://www.comune.paviadiudine.ud.it/ Архивная копия от 3 сентября 2011 на Wayback Machine